# Montgomery (Canada)
Montgomery is een plaats (town) in de Canadese provincie Alberta en telt 3713 inwoners (2006).